# Coconut Grove (Miami)

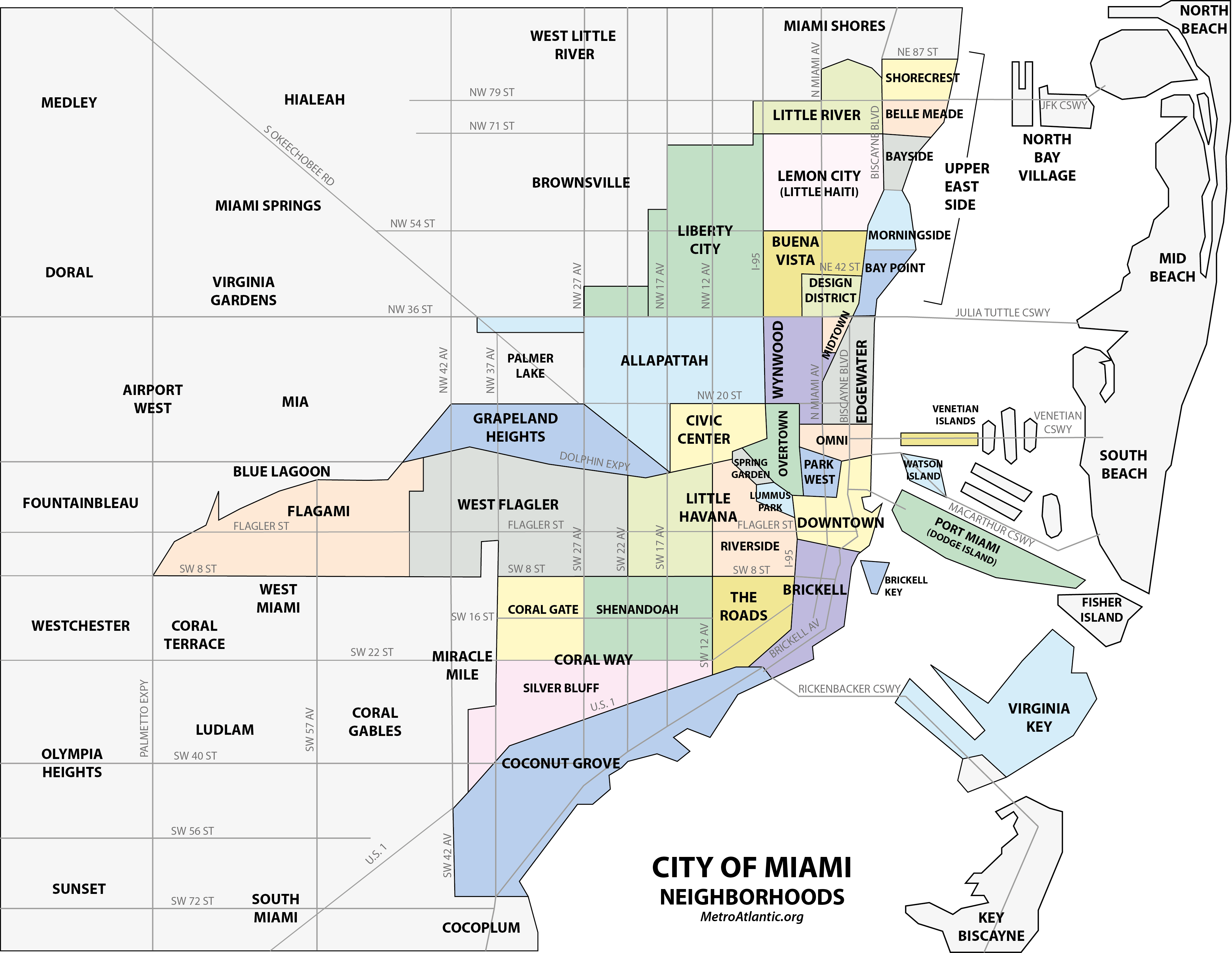
Barrios de Miami.

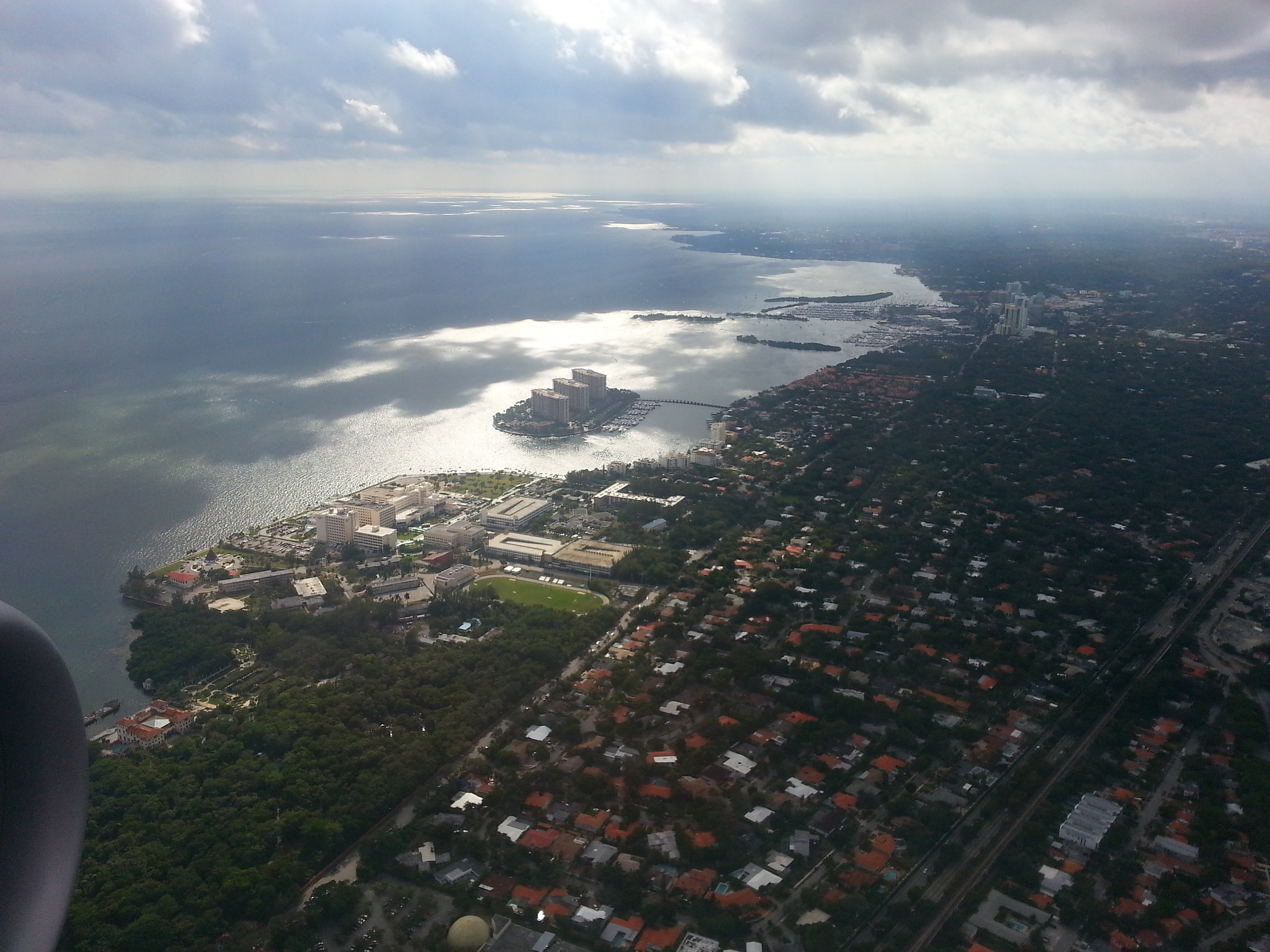
Vista aérea de Coconut Grove.

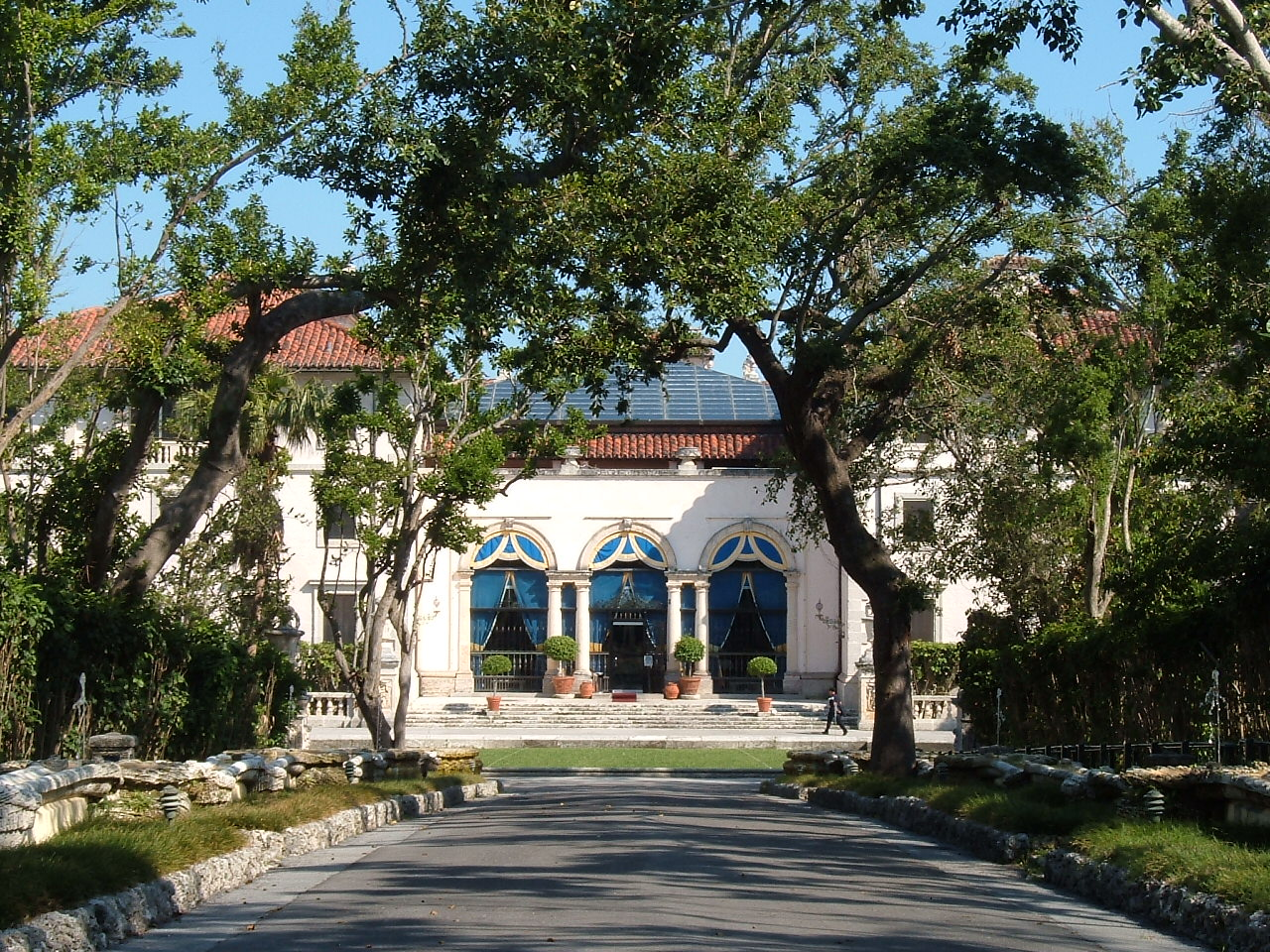
Villa Vizcaya.

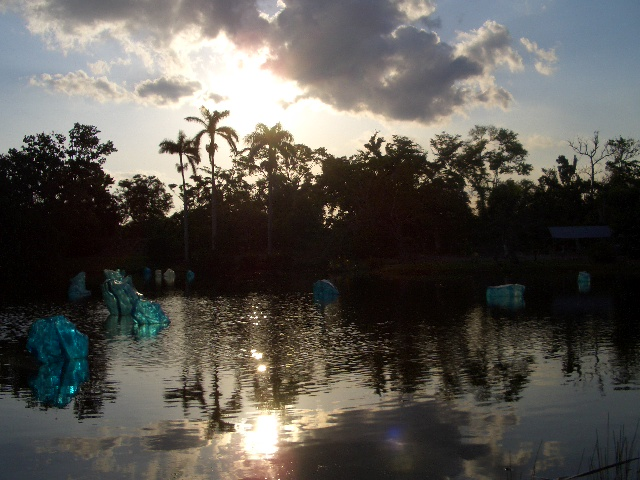

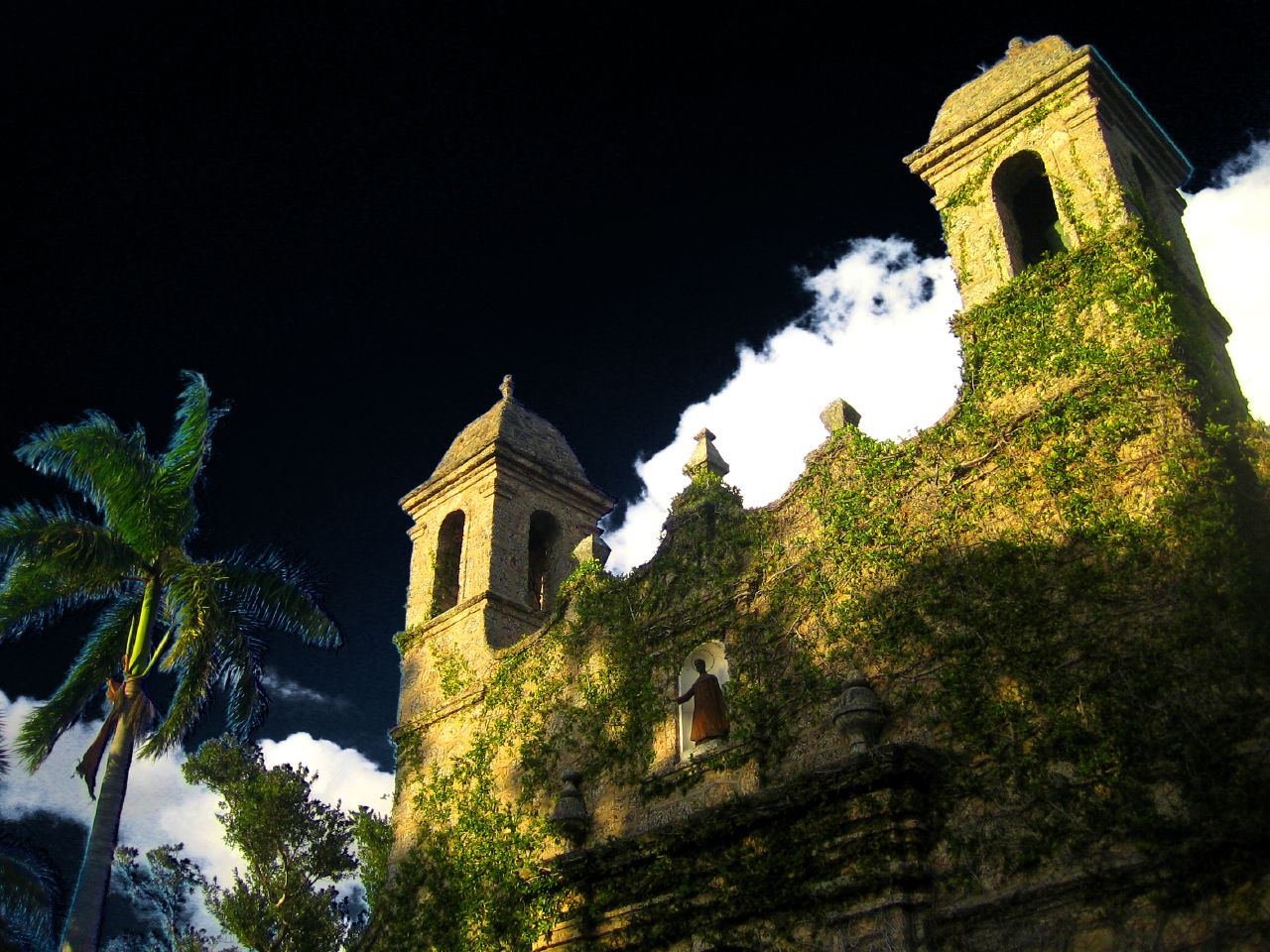
Iglesia Congregacional de Plymouth.

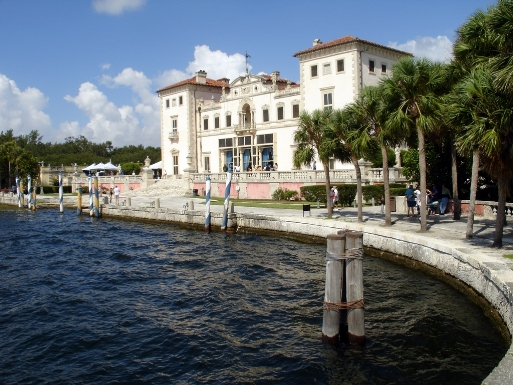
Villa Vizcaya, construida en 1916, es una de las mayores atracciones turísticas de Miami.

Coconut Grove es un barrio al sur de la ciudad de Miami, Florida en el condado de Miami-Dade, Estados Unidos. 
El área está definida por el sureste de la «US 1», desde la «Prospect Ave» como la frontera meridional a la intersección de la «US 1» y de «Brickell Ave» como la frontera norteña. La frontera occidental es LeJeune Road y la frontera del este es Bahía Biscayne. Técnicamente, todo Coconut Grove tiene de código postal 33133, que realmente se extiende al norte del área de la «US 1» en lo que se denomina «Silver Bluffs». La región se refiere a menudo simplemente como «The Grove».

## Geografía
Se localiza 25°42′47″N 80°15′25″O / 25.713, -80.257, con un promedio de altitud de 13 pies (4 m), haciendo de esta zona una de las áreas más elevadas de la ciudad de Miami.

## Historia
Se han producido varias oleadas de inmigración a Coconut Grove, las primeras en 1825, cuando entró en funcionamiento el faro del Cabo de la Florida y fue servido por John Dubose. La oficina de correos fue establecida en 1873, alrededor del mismo tiempo que el área acogió una gran afluencia de americanos de los estados del noreste, así como inmigrantes británicos. En Coconut Grove se produjo uno de los primeros asentamientos de personas negras, en la década de 1880, fueron artesanos y marineros con sus familias oriundos de las islas Bahamas. El primer hotel en la zona continental del sur de la Florida fue emplazado en Coconut Grove. Llamado «Bay View Inn» (conocido más adelante como «Peacock Inn»), siendo construido en 1882, por los inmigrantes ingleses Isabella y Charles Peacock, que habían sido propietarios de un negocio de carnes al por mayor en Londres, en el lugar que ocupaba se encuentra actualmente el parque «Peacock Park». 
Reconocido mundialmente por su festival anual de arte, además en Coconut Grove tienen lugar otros acontecimientos entre los que se incluyen King Mango Strut, que comenzó como una parodia del desfile de la Orange Bowl. El festival de Goombay de una semana de duración a mediados de junio, cuando la «Grand Avenue» de Coconut Grove se transforma en un Carnaval del Caribe, siendo un festival histórico que celebran los residentes bahameses con bailes, comidas, música del Caribe (Junkanoo) típicas de la cultura de Bahamas.
Anteriormente una ciudad independiente, Coconut Grove fue anexionada a la ciudad de Miami en 1925. Coconut Grove se conoce a veces como "Miami's Food Court" debido a sus numerosos y variados restaurantes. Sus cafés al aire libre son muy populares. Algunos de sus locales más famosos son: Green Street Cafe, Monty's Raw Bar, Tuscany, Mr. Moes, y el café francés Le Bouchon.
Hay un montón de licencias de cadenas, por ejemplo Cheesecake Factory y Johnny Rockets. Las compras son también abundantes en Coconut Grove, con dos grandes centros de compras: CocoWalk y Streets of Mayfair, además de otras numerosas tiendas y boutiques. El Coconut Grove Playhouse es un destino muy popular, y ha puesto en escena un gran número de musicales y obras de teatro. Por la noche, Coconut Grove se convierte en un centro de vida nocturna frecuentado por los profesionales y los estudiantes jóvenes de la Universidad Internacional de Florida y de la Universidad de Miami.
La frontera del este de Coconut Grove es Bahía Vizcaína, que en sí misma es una comunidad de cabotaje. El área incluye dos clubes náuticos, el Coconut Grove Sailing Club y el Coral Reef Yacht Club; además de un puerto deportivo, Dinner Key Marina.
Las operaciones de hidroavión de la compañía Pan Am se ubican en Dinner Key, y el ayuntamiento de Miami se aloja en el viejo edificio de terminal de aeropuerto de la compañía Pan Am. 
Coconut Grove alberga también The Kampong, un jardín tropical de 11 acres (32,000 m²) que forma parte del National Tropical Botanical Garden.
En Coconut Grove se ubica The Barnacle Historic State Park. Edificado a final de la década de 1800, antiguo hogar de Ralph Middleton Munroe es uno de los edificios más antiguos del Dade County está situado en la orilla de la Biscayne Bay. El bosque que rodea el edificio es un hammock de madera dura, siendo uno de los últimos de tal naturaleza en esta zona. La arquitectura única del edificio incluye muebles de época y unos amplios porches que permiten unas vistas magníficas.

## Puntos de interés
- The Barnacle Historic State Park
- Coconut Grove Convention Center
- Coconut Grove Playhouse
- CocoWalk
- Dinner Key
- The Kampong
- Fairchild Tropical Botanic Garden
- Kennedy Park
- Marjory Stoneman Douglas Home
- Mercy Hospital
- Miami City Hall
- Miami Science Museum
- Plymouth Congregational Church
- Museo Vizcaya y jardines